# 陳大用 (嘉靖進士)
陳大用（1493年—？年），字則可，號九山，福建福州府長樂縣古槐人，明朝政治人物。

## 生平
治《詩經》，行四，正德十四年（1519年）福建鄉試第五十八名舉人，年三十一歲中式嘉靖二年（1523年）癸未科會試第一百八十一名，第三甲第二百二十二名進士。授九江府推官，嘉靖十一年（1532年）十一月选授广西道試御史，次年實授，十六年巡按广东，後出任常州府知府。

## 家族
曾祖陈育。祖父陈英。父陳垐（1459年-1517年），字季厚，號遺安，贈山西道御史。母高氏。慈侍下。兄大猷、大伦、大夏、弟陳大濩（进士、知县）；大全。弟大濩子陳省，兵部右侍郎湖廣巡撫。兄陳大倫子陳瑞，嘉靖癸丑进士，南京兵部尚書。